# 锥颚鳄属
锥颚鳄属（学名：Scolomastax）为副短吻鳄科的一个属。

## 下属物种
本属包括以下物种：
- Scolomastax sahlsteini Noto, Drumheller, Adams & Turner, 2019[2]